# Sapromyza atripes
Sapromyza atripes är en tvåvingeart som först beskrevs av Johann Wilhelm Meigen 1838.  Sapromyza atripes ingår i släktet Sapromyza och familjen lövflugor. Inga underarter finns listade i Catalogue of Life.